# ماك كودي
ماك كودي (بالإنجليزية: Mac Cody)‏ هو لاعب كرة قدم أمريكية ولاعب كرة القدم الكندية أمريكي، ولد في 7 أغسطس 1972 في سانت لويس في الولايات المتحدة.

## وصلات خارجية
- ماك كودي على موقع مرجع كرة القدم المحترفة.كوم (الإنجليزية)
- ماك كودي على موقع JustSportsStats.com (الإنجليزية)
- ماك كودي على موقع كلية كرة القدم في سبورتس رفرنس.كوم (الإنجليزية)